# Nanai

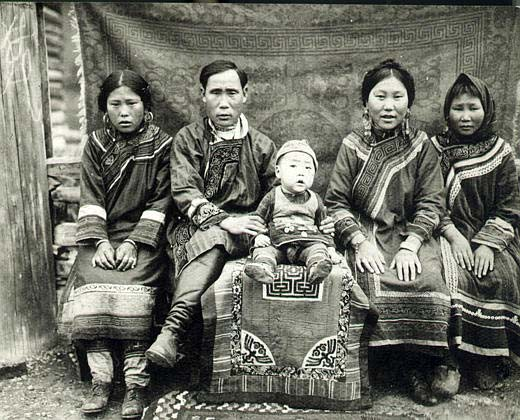
Nanaifamilj, 1895

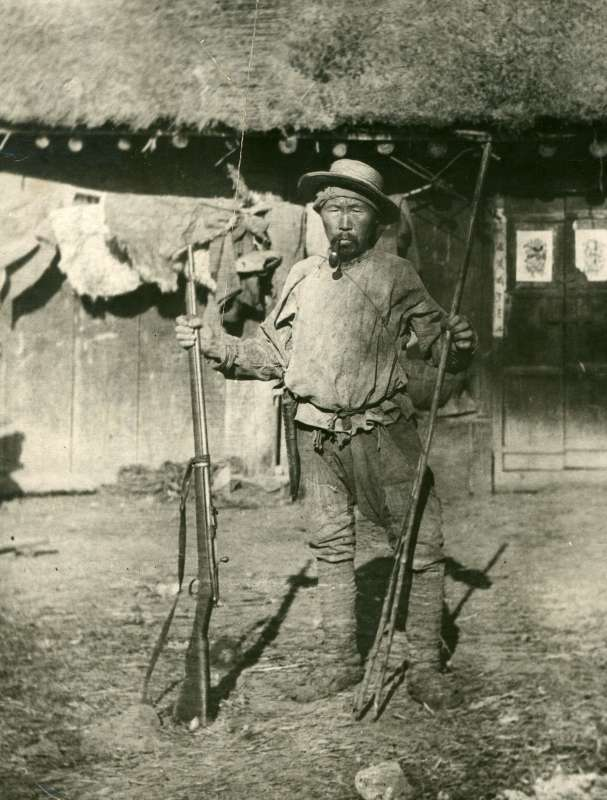
Dersu Uzala, berömd nanaitalande vägvisare åt upptäcktsresanden Vladimir Arsenjev, 1906

Nanai (också benämnt Gold(i) och Hezhen) är ett språk, som talas av nanaifolket i Sibirien i Ryssland och i provinsen Heilongjiang i Kina.  Språket talas av 100–200 personer av sammanlagt omkring 17.000 etniska nanai. Språket är allvarligt hotat.

## Områden där nanai talas
Nanai talas, eller har talats, i följande områden:
- Dialekterna naikhin, dzhuen, bolon och ekon längs floden Amur i Chabarovsk kraj söder om Chabarovsk i distrikten Nanai, Amursk, Solnechny och Komsomolsk
- Kur-Urmidialekten i trakten av Chabarovsk, vid floderna Kur och Urmi
- Bikindialekten i distriktet Pozharsky i Primorskij kraj (området vid mellersta floden Ussuri)
- Sungaridialekten i gränsområdet vid floden Ussuri i Kina

Det anses att nanai i Ryssland hittills någorlunda kunnat bevaras i Nanaidistriktet i Khabarovsk Krai på grund av att där finns en aktiv nanaitalande gemenskap, som har gett ut skrifter, inklusive läroböcker, på nanai. Språket har där också stärkts av att Nanaidistriktet har ställning som autonomt distrikt. De tre byarna Dzhuen, Ulika och Dada har en nanaibefolking, medan andelen nanaifolk i andra befolkade områden i Khabarovsk kraj är liten. 
Undervisning i Nanai sker på mellanstadienivå i Ryssland, framför allt i nanaibyarna i Khabarovsk kraj.

## Ortografi
De första böckerna på nanai i det ryska imperiet trycktes av rysk-ortodoxa missionärer under slutet av 1800-talet med användning av kyrilliskt alfabet. Också i Sovjetunionen gjordes fram till tidigt 1930-tal försök med skriftlig nanai med kyrilliska bokstäver, men mellan 1931 och 1937 användes latinska bokstäver. Från 1937 har ett moderniserat alfabet med kyrilliska tecken använts. Alla bokstäver i det ryska alfabetet används, utom Щ щ och Ъ ъ. För ljudet [ŋ] användes kombinationen Нг нг. Stavningsreglerna modifierades 1958, varefter nanaialfabetet omfattade samtliga 33 bokstäver som används för ryska språket, liksom bokstaven Ӈ ӈ (i stället för Нг нг). Trots detta har oftast bruket av Нг нг i stället för Ӈ ӈ fortsatt. Den nuvarande versionen av alfabetet på nanai fastställdes 1993:
| А а | Б б | В в | Г г | Д д | Е е | Ё ё | Ж ж |
| З з | И и | Й й | К к | Л л | М м | Н н | Ӈ ӈ |
| О о | П п | Р р | С с | Т т | У у | Ф ф | Х х |
| Ц ц | Ч ч | Ш ш | Щ щ | Ъ ъ | Ы ы | Ь ь | Э э |
| Ю ю | Я я |     |     |     |     |     |     |

För att indikera lång vokal används det diakritiska tecknet streck (¯) ovanför bokstaven i läroböcker. Den ryske lingvisten Valentin Avrorin (1907–1977) utgav 1959–1961 en grammatik för nanai i två volymer.
I Kina utgavs 1987 en läsebok för elever i nanai med parallella texter på kinesiska och nanai, med pinyin för texten på nanai.